# Trésor Lutala Mutiki
Trésor Lutala Mutiki est un homme politique de la République démocratique du Congo. Il est originaire de la province du Sud-kivu, territoire de Mwenga et né le 11 décembre 1984 à Kinshasa.

## Biographie

### Etudes
Il a effectué ses études primaires, secondaires et universitaires à Bukavu, où il a obtenu une licence en droit. Par la suite, il a poursuivi sa formation en finances publiques à l'École nationale d'administration (ENA) en France .

### Carrière politique
Mutiki est un député national, élu de la circonscription de Mwenga au Sud-Kivu. Membre de l'UDPS/Kibassa-A, il siège à l'Assemblée nationale depuis le 12 février 2024. Avant son élection, il a gravi les échelons au sein du ministère du Budget, atteignant le grade de chef de division en septembre 2023. Le 13 mai 2024, il a déposé sa candidature au poste de questeur adjoint du bureau définitif de l’Assemblée nationale.